# Montpellier Hérault Sport Club 2021-2022
Questa voce raccoglie le informazioni riguardanti il Montpellier Hérault Sport Club nelle competizioni ufficiali della stagione 2021-2022.

## Stagione
La stagione 2021-2022 del Montpellier è la 40ª stagione del club in Ligue 1. 

## Maglie e sponsor
Lo sponsor tecnico per la stagione 2021-2022 è Nike, mentre lo sponsor ufficiale è Partouche. 
| Casa | Trasferta | Terza divisa |

## Rosa
In corsivo i calciatori ceduti durante la stagione 
| N. |                        | Ruolo | Calciatore      |
| -- | ---------------------- | ----- | --------------- |
| 1  | Svizzera (bandiera)    | P     | Jonas Omlin     |
| 2  | Francia (bandiera)     | D     | Arnaud Souquet  |
| 3  | Francia (bandiera)     | D     | Mamadou Sakho   |
| 5  | Portogallo (bandiera)  | D     | Pedro Mendes    |
| 6  | Francia (bandiera)     | D     | Junior Sambia   |
| 7  | Serbia (bandiera)      | D     | Mihailo Ristić  |
| 8  | Camerun (bandiera)     | D     | Ambroise Oyongo |
| 9  | Francia (bandiera)     | A     | Andy Delort     |
| 9  | Francia (bandiera)     | A     | Valère Germain  |
| 10 | Francia (bandiera)     | A     | Gaëtan Laborde  |
| 10 | Inghilterra (bandiera) | A     | Stephy Mavididi |
| 11 | Francia (bandiera)     | C     | Téji Savanier   |
| 12 | Francia (bandiera)     | C     | Jordan Ferri    |
| 13 | Francia (bandiera)     | C     | Joris Chotard   |
| 14 | Francia (bandiera)     | D     | Maxime Estève   |

| N. |                           | Ruolo | Calciatore          |
| -- | ------------------------- | ----- | ------------------- |
| 15 | Svizzera (bandiera)       | C     | Gabriel Barès       |
| 16 | Francia (bandiera)        | P     | Dimitry Bertaud     |
| 17 | Francia (bandiera)        | D     | Thibault Tamas      |
| 18 | Francia (bandiera)        | C     | Léo Leroy           |
| 20 | Algeria (bandiera)        | A     | Yanis Guermouche    |
| 21 | Francia (bandiera)        | A     | Elye Wahi           |
| 22 | Francia (bandiera)        | C     | Rémy Cabella        |
| 23 | Stati Uniti (bandiera)    | A     | Nicholas Gioacchini |
| 25 | Francia (bandiera)        | C     | Florent Mollet      |
| 26 | Brasile (bandiera)        | D     | Thuler              |
| 28 | Rep. del Congo (bandiera) | A     | Béni Makouana       |
| 30 | Portogallo (bandiera)     | P     | Matis Carvalho      |
| 31 | Francia (bandiera)        | D     | Nicolas Cozza       |
| 32 | Serbia (bandiera)         | A     | Petar Škuletić      |
| 34 | Francia (bandiera)        | C     | Sacha Delaye        |

## Calciomercato

### Sessione estiva(dal 1º/7 al 1º/9)
| Acquisti         | Acquisti            | Acquisti            | Acquisti              |
| R.               | Nome                | da                  | Modalità              |
| ---------------- | ------------------- | ------------------- | --------------------- |
| D                | Thuler              | Flamengo            | prestito (200 mila €) |
| C                | Rémy Cabella        | Krasnodar           | gratuito              |
| D                | Mamadou Sakho       | Crystal Palace      | gratuito              |
| A                | Valère Germain      | Olympique Marsiglia | gratuito              |
| C                | Léo Leroy           | Châteauroux         | gratuito              |
| A                | Nicholas Gioacchini | Caen                | prestito              |
| Altre operazioni |                     |                     |                       |
| R.               | Nome                | da                  | Modalità              |
| D                | Kylian Kaïboué      | Sète                | fine prestito         |
| D                | Thibaut Vargas      | Châteauroux         | fine prestito         |

| Cessioni         | Cessioni         | Cessioni      | Cessioni                  |
| R.               | Nome             | a             | Modalità                  |
| ---------------- | ---------------- | ------------- | ------------------------- |
| A                | Gaëtan Laborde   | Rennes        | definitivo (15 milioni €) |
| A                | Andy Delort      | Nizza         | definitivo (10 milioni €) |
| C                | Damien Le Tallec | AEK Atene     | gratuito                  |
| A                | Yun Il-lok       | Ulsan HD      | gratuito                  |
| A                | Keagan Dolly     | Kaizer Chiefs | gratuito                  |
| A                | Petar Škuletić   | Sabah         | gratuito                  |
| D                | Daniel Congré    | Digione       | gratuito                  |
| D                | Kylian Kaïboué   | Bastia        | gratuito                  |
| C                | Samy Benchamma   | Niort         | gratuito                  |
| A                | Yanis Ammour     | AEK Atene     | gratuito                  |
| D                | Thibaut Vargas   | Châteauroux   | n.d.                      |
| D                | Clément Vidal    | Ajaccio       | prestito                  |
| D                | Hilton           |               | ritiro                    |
| Altre operazioni |                  |               |                           |
| R.               | Nome             | da            | Modalità                  |

### Sessione invernale(dal 2/1 al 31/1)
| Acquisti | Acquisti      | Acquisti | Acquisti |
| R.       | Nome          | da       | Modalità |
| -------- | ------------- | -------- | -------- |
| C        | Gabriel Barès | Losanna  | n.d.     |

| Cessioni | Cessioni       | Cessioni               | Cessioni |
| R.       | Nome           | a                      | Modalità |
| -------- | -------------- | ---------------------- | -------- |
| D        | Mathías Suárez | Montevideo City Torque | prestito |

## Risultati

### Ligue 1

#### Girone di andata
| Arbitro: | Pignard |

|                                   |           |                          |
| Luan Peres 30’ (aut.) Laborde 34’ | Marcatori | 68’ Ünder 75’, 80’ Payet |

| Arbitro: | Stinat |

|                            |           |                                 |
| Cassamá 7’, 26’ Kebbal 82’ | Marcatori | 5’ Cozza 38’ Delort 43’ Laborde |

| Arbitro: | Dechepy |

|                                      |           |                    |
| Savanier 50’ Mavididi 58’ Delort 83’ | Marcatori | 21’ (aut.) Bertaud |

| Arbitro: | Delerue |

|                        |           |               |
| Yazıcı 45+1’ David 56’ | Marcatori | 45+4’ Laborde |

| Arbitro: | Bastien |

|                          |           |                    |
| Mavididi 32’ Germain 62’ | Marcatori | 21’ (aut.) Bertaud |

| Arbitro: | Batta |

|              |           |              |
| Touzghar 37’ | Marcatori | 51’ Savanier |

| Arbitro: | Lesage |

|                             |           |                                 |
| Germain 11’, 50’ Mollet 72’ | Marcatori | 18’ Hwang 29’ J. Onana 85’ Kalu |

| Arbitro: | Gautier |

|                       |           |  |
| Gueye 14’ Draxler 89’ | Marcatori |  |

| Arbitro: | El Hadj |

|            |           |             |
| Mollet 12’ | Marcatori | 28’ Gameiro |

| Arbitro: | Batta |

|              |           |  |
| Mavididi 47’ | Marcatori |  |

| Arbitro: | Letexier |

|                                        |           |                     |
| Volland 12’ Ben Yedder 17’ Martins 62’ | Marcatori | 81’ (rig.) Savanier |

| Arbitro: | Dechepy |

|                     |           |  |
| Mollet 64’ Wahi 71’ | Marcatori |  |

| Nizza 7 novembre 2021, ore 17:00 CET 13ª giornata | Nizza     | 0 – 1 referto | Montpellier | Allianz Riviera (20 157 spett.) |
| \| \| \| \| \| \| Marcatori \| 80’ Mollet \|      |           |               |             |                                 |
|                                                   |           |               |             |                                 |
|                                                   | Marcatori | 80’ Mollet    |             |                                 |

| Arbitro: | Lesage |

|                      |           |  |
| Terrier 8’ Majer 28’ | Marcatori |  |

| Arbitro: | Leonard |

|  |           |                |
|  | Marcatori | 17’ L. Paquetá |

| Arbitro: | Buquet |

|                 |           |                                      |
| De Préville 70’ | Marcatori | 36’ Savanier 45+1’ Mavididi 48’ Wahi |

| Arbitro: | Batta |

|          |           |  |
| Wahi 28’ | Marcatori |  |

| Arbitro: | Millot |

|  |           |                                                |
|  | Marcatori | 45+1’ Wahi 47’ Mavididi 60’ Sambia 85’ Germain |

| Arbitro: | Hugo Miguel |

|                                                |           |  |
| Savanier 14’ Cozza 30’ Ristić 51’ Mavididi 76’ | Marcatori |  |

#### Girone di ritorno
| Arbitro: | Stinat |

|  |           |                |
|  | Marcatori | 74’ Chavalerin |

| Arbitro: | Gaillouste |

|                                     |           |            |
| Waris 77’ Thomasson 84’ Gameiro 86’ | Marcatori | 11’ Mollet |

| Arbitro: | Pignard |

|                              |           |                              |
| Wahi 12’ Mavididi 32’, 90+1’ | Marcatori | 34’ Ben Yedder 81’ Vanderson |

| Arbitro: | Léonard |

|                                     |           |          |
| Hamouma 82’ Nordin 90’ Khazri 90+3’ | Marcatori | 11’ Wahi |

| Arbitro: | Frappart |

|  |           |          |
|  | Marcatori | 77’ Xeka |

| Arbitro: | Stinat |

|  |           |              |
|  | Marcatori | 56’ Savanier |

| Arbitro: | Delerue |

|                     |           |                                                        |
| Oyongo 19’ Wahi 41’ | Marcatori | 8’ Terrier 15’ Bourigeaud 52’ (rig.) Laborde 84’ Majer |

| Arbitro: | El Hadj |

|                               |           |              |
| Kolo Muani 69’ Geubbels 90+2’ | Marcatori | 56’ Savanier |

| Montpellier 12 marzo 2022, ore 17:00 CET 28ª giornata | Montpellier | 0 – 0 referto | Nizza | Stadio della Mosson (11 658 spett.)\| Arbitro: \| Turpin \| |
| Arbitro:                                              | Turpin      |               |       |                                                             |

| Arbitro: | Léonard |

|  |           |                     |
|  | Marcatori | 11’ Wahi 16’ Mollet |

| Arbitro: | Batta |

|                       |           |                             |
| Savanier 90+3’ (rig.) | Marcatori | 69’ M. Satriano 79’ Honorat |

| Arbitro: | Stinat |

|                           |           |  |
| Dieng 9’ Ünder 19’ (rig.) | Marcatori |  |

| Montpellier 17 aprile 2022, ore 15:00 CEST 32ª giornata | Montpellier | 0 – 0 referto | Stade Reims | Stadio della Mosson (10 170 spett.)\| Arbitro: \| Gautier \| |
| Arbitro:                                                | Gautier     |               |             |                                                              |

| Arbitro: | Lissorgue |

|                            |           |  |
| David Costa 37’ Ganago 75’ | Marcatori |  |

| Arbitro: | Letexier |

|                                                               |           |                                  |
| Dembélé 26’ Omlin 43’ (aut.) Aouar 63’, 90+2’ Toko Ekambi 68’ | Marcatori | 45+2’ Wahi 45+4’ (rig.) Savanier |

| Arbitro: | Turpin |

|                        |           |                         |
| Souquet 80’ Wahi 90+1’ | Marcatori | 24’ Delaine 70’ Mafouta |

| Arbitro: | Bastien |

|                            |           |             |
| Rashani 4’ Bayo 69’ (rig.) | Marcatori | 32’ Chotard |

| Arbitro: | Stinat |

|  |           |                                              |
|  | Marcatori | 6’, 20’ Messi 38’ Di María 60’ (rig.) Mbappé |

| Arbitro: | Lissorgue |

|                                       |           |  |
| Mangani 45+1’ (rig.) Pereira Lage 67’ | Marcatori |  |

### Coppa di Francia
| Arbitro: | Turpin |

|  |           |                     |
|  | Marcatori | 68’ (rig.) Savanier |

| Arbitro: | Delerue |

|            |           |  |
| Ristić 20’ | Marcatori |  |

| Arbitro: | Millot |

|                                     |                      |                                   |
| Milik 74’                           | Marcatori            | 80’ Makouana                      |
| Rongier Milik Ünder Guendouzi Payet | Tiri di rigore 5 – 4 | Sakho Ristić Leroy Delaye Chotard |

## Statistiche

### Statistiche di squadra
| Competizione     | Punti            | In casa | In casa | In casa | In casa | In casa | In casa | In trasferta | In trasferta | In trasferta | In trasferta | In trasferta | In trasferta | Totale | Totale | Totale | Totale | Totale | Totale | DR  |
| Competizione     | Punti            | G       | V       | N       | P       | Gf      | Gs      | G            | V            | N            | P            | Gf           | Gs           | G      | V      | N      | P      | Gf     | Gs     | DR  |
| ---------------- | ---------------- | ------- | ------- | ------- | ------- | ------- | ------- | ------------ | ------------ | ------------ | ------------ | ------------ | ------------ | ------ | ------ | ------ | ------ | ------ | ------ | --- |
| Ligue 1          | 43               | 19      | 7       | 5       | 7       | 27      | 26      | 19           | 5            | 2            | 12           | 22           | 35           | 38     | 12     | 7      | 19     | 49     | 61     | -12 |
| Coppa di Francia | Ottavi di finale | 1       | 1       | 0       | 0       | 1       | 0       | 2            | 1            | 1            | 0            | 2            | 1            | 3      | 2      | 1      | 0      | 3      | 2      | +1  |
| Totale           | -                | 20      | 8       | 5       | 7       | 28      | 26      | 21           | 6            | 3            | 12           | 24           | 36           | 41     | 14     | 8      | 19     | 52     | 63     | -11 |

### Andamento in campionato
| Giornata  | 1  | 2  | 3 | 4  | 5 | 6 | 7  | 8  | 9  | 10 | 11 | 12 | 13 | 14 | 15 | 16 | 17 | 18 | 19 | 20 | 21 | 22 | 23 | 24 | 25 | 26 | 27 | 28 | 29 | 30 | 31 | 32 | 33 | 34 | 35 | 36 | 37 | 38 |
| --------- | -- | -- | - | -- | - | - | -- | -- | -- | -- | -- | -- | -- | -- | -- | -- | -- | -- | -- | -- | -- | -- | -- | -- | -- | -- | -- | -- | -- | -- | -- | -- | -- | -- | -- | -- | -- | -- |
| Luogo     | C  | T  | C | T  | C | T | C  | T  | C  | C  | T  | C  | T  | T  | C  | T  | C  | T  | C  | C  | T  | C  | T  | C  | T  | C  | T  | C  | T  | C  | T  | C  | T  | T  | C  | T  | C  | T  |
| Risultato | P  | N  | V | P  | V | N | N  | P  | N  | V  | P  | V  | V  | P  | P  | V  | V  | V  | V  | P  | P  | V  | P  | P  | V  | P  | P  | N  | V  | P  | P  | N  | P  | P  | N  | P  | P  | P  |
| Posizione | 17 | 13 | 6 | 11 | 9 | 8 | 10 | 14 | 13 | 13 | 13 | 11 | 6  | 10 | 11 | 9  | 9  | 5  | 5  | 5  | 9  | 6  | 7  | 11 | 9  | 11 | 11 | 11 | 11 | 11 | 11 | 11 | 11 | 11 | 12 | 13 | 13 | 13 |

Fonte:  Evoluzione classifica Ligue 1 22/23, su transfermarkt.it, Transfermarkt.
Legenda:

Luogo: C = Casa; T = Trasferta. Risultato: V = Vittoria; N = Pareggio; P = Sconfitta.